# Siegfried Passarge
Siegfried Passarge, né le 29 novembre 1866 à Königsberg en province de Prusse et mort le 26 juillet 1958 à Brême, est un géographe et géomorphologue allemand.

## Sélection de publications
- Adamaua. Bericht über die Expedition des Deutschen Kamerun-Komitees in den Jahren 1893/94, Dietrich Reimer, Berlin, 1895 [lire en ligne]
  - traduit en français et présenté par Eldridge Mohammadou, sous le titre Adamawa : rapport de l'expédition du comité allemand pour le Cameroun au cours des années 1893-1894, Karthala, Paris, 2010, 622 p.
- Die Kalahari. Versuch einer physisch-geographischen Darstellung der Sandfelder des südafrikanischen Beckens, Dietrich Reimer, Berlin 1904 [lire en ligne] (compte-rendu par Albert Demangeon, in Annales de Géographie, année 1906, vol. 15, no 79, p. 43-58, [lire en ligne])
- Südafrika. Eine Landes-, Volks- und Wirtschaftskunde, Quelle & Meyer, Leipzig, 1908 [lire en ligne]]
- Physiologische Morphologie, 1912.
- Die Grundlagen der Landschaftskunde, 3 vol., Friederichsen & Company, 1919/1920.
- Vergleichende Landschaftskunde, vol. 1, Aufgaben und Methoden der vergleichenden Landschaftskunde, Dietrich Reimer/Ernst Vohsen/A.-G., Berlin 1921 [les 5 volumes lire en ligne]
- Vergleichende Landschaftskunde, vol. 2, Kältewüsten und Kältesteppen, Dietrich Reimer/Ernst Vohsen/A.-G., Berlin, 1921
- Vergleichende Landschaftskunde, vol. 3, Der Mittelgürtel, Dietrich Reimer/Ernst Vohsen/A.-G., Berlin, 1922
- Vergleichende Landschaftskunde, vol. 4, Der heisse Gürtel, Dietrich Reimer/Ernst Vohsen/A.-G., Berlin, 1924
- Vergleichende Landschaftskunde, vol. 5, Der Mensch im heissen Gürtel, Dietrich Reimer/Ernst Vohsen/A.-G., Berlin, 1930
- Landschaft und Kulturentwicklung in unseren Klimabreiten, L. Friederichsen & Co., Hamburg, 1922 [lire en ligne]
- Die Landschaftsgürtel der Erde. Ferdinand Hirt, Breslau 1923.
- Das Judentum als landschaftskundlich-ethnologisches Problem, J. F. Lehmanns Verlag, München, 1929.
- Geographische Völkerkunde. Safari-Verlag, Berlin 1951.